# Hamaliivka, Pustomîtî
Hamaliivka (în ucraineană Гамаліївка) este o comună în raionul Pustomîtî, regiunea Liov, Ucraina, formată numai din satul de reședință.

## Demografie
Componența lingvistică a comunei Hamaliivka
     Ucraineană (99,86%)
     Alte limbi (0,14%)
Conform recensământului din 2001, majoritatea populației comunei Hamaliivka era vorbitoare de ucraineană (99,86%), existând în minoritate și vorbitori de alte limbi.